# Svetlana Alexandrovna Alexievich
Svetlana Alexandrovna Alexievich (tiếng Belarus: Святлана Аляксандраўна Алексіевіч Sviatłana Alaksandraŭna Aleksijevič; tiếng Nga: Светлана Александровна Алексиевич; tiếng Ukraina: Світлана Олександрівна Алексієвич; sinh ngày 31 tháng 5 năm 1948) là một nhà báo điều tra và nhà văn thể loại văn xuôi hiện thực. Bà là người Belarus nhưng viết văn và báo bằng tiếng Nga. Bà được trao giải Nobel Văn học năm 2015 "vì lối viết phức điệu, một tượng đài tưởng niệm sự thống khổ và lòng can đảm trong thời đại của chúng ta". Bà là nhà văn đầu tiên của Belarus nhận giải thưởng này.

## Tiểu sử
Sinh ra tại thị trấn phía tây Ukraine Stanislav (kể từ năm 1962 có tên là Ivano-Frankivsk) trong gia đình cha là người Belarus mẹ là người Ukraina, Alexievich lớn lên ở Belarus. Sau khi học xong bà đã làm phóng viên trong một số tờ báo địa phương trước khi tốt nghiệp từ Đại học Lenin (1972) (bây giờ là Đại học Nhà nước Belarus) ở Minsk và trở thành một phóng viên của tạp chí văn học Neman ở Minsk (1976).
- Khởi nghiệp trong ngành báo chí Alexievich bắt đầu ghi âm lời kể những nữ binh sĩ từng tham gia chiến tranh thế giới thứ 2, nói về những khía cạnh cuộc chiến mà chưa hề được đề cập tới, khi bà là phóng viên một tờ báo địa phương trong thập niên 1970, và hoàn thành tác phẩm nổi tiếng đầu tiên "War’s Unwomanly Face" (Chiến tranh không mang gương mặt phụ nữ) năm 1983. Vì bị cho là có „khuynh hướng chống cộng" bà bị cho nghỉ việc [8]. Cuốn sách này chỉ được xuất bản tại Liên Xô năm 1985 khi chính sách Perestroika bắt đầu, đã bán chỉ riêng ở Nga được trên 2 triệu ấn bản. Nó đã được giải Leninsky Komsomol 1986 ở Liên Xô [9] và cũng đã được dịch ra 20 thứ tiếng khác, nhưng không được xuất bản ở quê hương bà, Belarus, nơi Alexiyevich bị kiểm duyệt vì bất đồng chính kiến với tổng thống Alexander Lukashenko.[10]
- Cuốn sách kế tiếp »Die letzten Zeugen« (những nhân chứng cuối cùng) (1985) cũng không được cho xuất bản, với lý do thiếu lòng tin ý thức hệ, viết về cái nhìn của trẻ em và phụ nữ về cuộc chiến tranh thế giới thứ hai và những kinh nghiệm đau thương của gia đình bà trong trận chiến này và dưới thời Stalin [8].
- Một cuốn khác là "Quan tài Kẽm," tức "Zinky Boys: Soviet Voices from the Afghanistan War - Zinky boys: Soviet voices from a forgotten war," xuất bản 1989, trong đó nói về mặt trái của chiến tranh Afghanistan, một cuộc chiến và những thân phận bị lãng quên. Bà đã phải trải qua nhiều năm để viết cuốn sách này, trên hơn 500 lần phỏng vấn những cựu chiến binh trở về từ cuộc chiến tranh Nga-Afghanistan và những bà mẹ của những chiến sĩ đã bỏ mạng trên trận địa. Tựa đề nói về những quan tài kẽm chứa những người chết được mang trở về. Với cuốn sách này, bà muốn "mô tả lại cuộc đấu súng giữa Đông và Tây, vừa tàn khốc, vừa vô vọng" [11]. Cuốn "Zinky Boys" gây tranh cãi và phẫn nộ khi mới được xuất bản lần đầu tiên ở Nga, nơi những nhà phê bình lên án nó là "phỉ báng." [12] Từ 1992 bà đã phải ra tòa nhiều lần tại Minsk vì cuốn sách này nhưng không bị kết án [8].
- Vào năm 1998 bà được giải sách Leipzig về Thông cảm châu Âu 1998, cho quyển sách mang tựa đề "Voices from Chernobyl" (Tiếng vọng từ Chernobyl) xuất bản 1997, phơi bày nỗi kinh hoàng của những người làm công việc dọn dẹp phóng xạ sau thảm họa hạt nhân Chernobyl ở Ukraine. Nó trở thành cuốn sách cho mọi người trên thế giới về cách đối xử với những hậu quả của một thảm họa nguyên tử. Cuốc sách này, dịch ra tiếng Anh bởi Keith Gessen đã được giải National Book Critics Circle ở Hoa Kỳ [9]. Vì các cuốn sách của bà bị cấm lưu hành ở Belarus, bà đã dùng tiền thưởng để mua ấn bản tiếng Nga mang ngầm vào Belarus [8].

Những đàn áp của chế độ Aliaksandr Ryhoravič Lukašenka đối với bà càng ngày càng trở nên dữ dội. Một trong những tội mà Swetlana Alexijewitsch bị gán cho là làm việc cho CIA. Điện thoại bà bị nghe lén, bà bị cấm xuất hiện trước công chúng. Năm 2000 Alexievich rời Belarus và được Mạng lưới các thành phố tị nạn quốc tế (The International Cities of Refuge Network) cung cấp nơi ở cho bà vài năm tại Paris. Sau đó bà được học bổng và chỗ cư trú trong đó có Stockholm và Berlin, nơi bà là khách của chương trình nghệ sĩ Berlin thuộc Cơ quan Trao đổi Hàn lâm Đức (DAAD) để hoàn tất cuốn sách mới nhất. Trong năm 2011, Alexievich trở về sống ở Minsk, mặc dù thái độ đối lập với chế độ độc tài ở Belarus làm cho đời sống tự do của bà bị hạn chế.

### Giải Nobel Văn học 2015
Ngày 8 tháng 10 năm 2015, ủy ban Nobel công bố sẽ trao giải Nobel Văn học 2015 cho bà, trong khi tại Bélarus, ngay trên quê hương, các sách của Svetlana Alexievitch vẫn bị kiểm duyệt . Loan báo này gây bất ngờ, một phần vì bà không viết tiểu thuyết, mà tác phẩm của bà là của một nhà báo. Trước đây chỉ có hai người không viết văn, Winston Churchill và Bertrand Russell, được giải Nobel. Lý do bà nhận được giải, theo ban giám khảo: „...vì tác phẩm nhiều tiếng nói, đã đặt một công trình kỷ niệm cho những hoạn nạn và và dũng cảm trong thời đại của chúng ta". Trong cuộc phỏng vấn báo chí cùng ngày tại một văn phòng tòa soạn báo chí địa phương ở Minsk, bà phát biểu: "Đây không phải là một phần thưởng cho tôi mà là cho nền văn hóa, một quốc gia nhỏ bé của chúng tôi, mà đã bị rơi vào một cối xay trong suốt lịch sử." 
Bà là cây bút tiếng Nga thứ sáu được giải Nobel – sau Ivan Bunin, Boris Pasternak, Mikhail Sholokhov, Alexander Solzhenitsyn và Joseph Brodsky.

#### Phản ứng
- Belarus: Nhà viết kịch và phim kịch Andrey Kureychyk: "Một lãnh tụ quốc gia mới xuất hiện ở Belarus, tiếng nói của bà có thẩm quyền hơn một chính trị gia nào, dù đó là tổng thống hay bộ trưởng"; Bộ ngoại giao Belarus: "Nó sẽ đi vào lịch sử của sự phát triển quốc gia, xã hội và chính quyền Belarus." Theo thông tấn xã Nga Interfax, bộ trưởng bộ giáo dục Belarus Michal Schurawkow nói vào ngày 15.10, trong tương lai đối với học sinh lớp 10 và 11 những tác phẩm của Alexievich sẽ là sách đọc bắt buộc. Theo ông ta những tác phẩm của bà Alexievich đã luôn được đọc và bàn thảo tại đại học.[18]
- Nga: Việc Alexievich chỉ trích giới lãnh đạo hiện tại ở Nga và các chính sách của họ, nhất là việc sáp nhập Krimea vào Nga đã làm cho các viên chức Nga im lặng không phản ứng gì về giải Nobel Hòa bình năm nay [9]; Nhà báo thân chính quyền Dmitry Smirnov: "Bà được trao giải thưởng vì sự thù ghét đối với nước Nga"; Nhà báo độc lập Nga Oleg Kashin nói trên đài truyền thanh Ekho Moskvy: " Bà đại diện cho thế giới Nga không có Putin: Thế giới của ngôn ngữ và văn chương Nga, mà đối lập với chính phủ Nga. Giải thưởng Nobel đã cho chúng tôi một lãnh tụ tinh thần." [11] Theo báo The Moscow Times, cả thế giới văn học Nga vui mừng. Dmitry Bykov, một nhà văn và nhà phê bình thành đạt nhất ở Nga, nói với đài truyền thanh Ekho Moskvy, rằng những tác phẩm Alexiyevich đại diện cho thế giới người Nga, chỉ không cho thế giới Nga mà loan truyền trên truyền hình. Không phải thế giới của xâm lược, dối trá và theo chủ nghĩa sô vanh, mà là thế giới của những tranh đấu cho sự thật, một thế giới tử tế và nhân bản, một thế giới của lòng nhân đạo." [9]

## Lối viết văn
Cuốn sách Chiến tranh không mang gương mặt phụ nữ cũng như những cuốn sách sau này của Alexiyevich, được viết theo một lối mà xóa mờ biên giới giữa sách hư cấu và chuyện thật sự. John O'Brien, giám đốc của văn phòng Hoa Kỳ của Dalkey Archive Press, nhà xuất bản cuốn sách của Alexiyevich "Voices From Chernobyl: The Oral History of a Nuclear Disaster," mô tả lối viết văn của bà như sau: " Hãy cho là bà ta viết một cách hư cấu trong khi lợi dụng những gì có sẵn sàng cho một người viết chuyện sự thật. Lối viết chuyện thật sự một cách "hư cấu" là một phần của truyền thống văn học Belarus được mô tả bởi nhà văn Ales Adamovich như là "nhiều âm điệu, một đội hợp ca mạnh mẽ của nhiều giọng nói khác nhau đầy kịch tính, nơi mà người viết hầu như không có mặt trong cuốn sách." Bykov nói rằng Adamovich cho là báng bổ nếu viết chuyện hư cấu về những kinh khiếp của thế kỷ 20. "Đó là một điều sai lầm khi tạo dựng lên vấn đề. Bạn phải nói sự thật, những gì đã xảy ra. Bạn phải đem lời nói mình ra ngoài, để những người khác kể chuyện. Trong ý nghĩa này, sự đóng góp của Alexiyevich thì thật là lớn lao." 
Alexiyevich phỏng vấn người dân, diễn tả lại cuộc phỏng vấn với họ, và dàn xếp đi, dàn xếp lại các đoạn cho thành một bài văn mà đọc nghe như một chuyện ngắn hay là một tiểu thuyết hơn là một tài liệu. " Bởi vì cái phương pháp phỏng vấn người dân của bà, rồi viết lại, sau đó được sự chấp nhận của những người được phỏng vấn, Svetlana đã tạo ra một lối viết thông tục mà làm cho tác phẩm của bà dễ được cảm nhận," O'Brien cho biết. "Phương pháp của bà làm cho những bài văn không hư cấu trở thành những truyện ngắn, trong khi vẫn hoàn toàn trung thành với những sự kiện và lối nói của người được phỏng vấn." 

## Nhận xét
- Về các tác phẩm của mình: ""Tôi không chỉ ghi nhận lại các sự kiện khô khan của lịch sử. Tôi viết về lịch sử của cảm xúc con người. Những gì con người nghĩ, hiểu và nhớ về những sự kiện. Những gì họ tin vào, hay đã đặt sự tin cậy sai chỗ, những ảo tưởng, hy vọng và cả những nỗi sợ mà họ trải nghiệm." [11]
- Nói về nước Nga dưới thời Tổng thống Vladimir Putin: "Tôi yêu thế giới Nga, nhưng là thế giới Nga tử tế, nhân văn,". "Tôi không yêu Beria, Stalin, Putin..., họ đã hạ thấp giá trị của nước Nga" bà nhấn mạnh.[16]. Về người Nga và người Belarus: Họ đã tự chọn quay trở lại với một chế độ chuyên chế, cho nên thay đổi người lãnh đạo không làm thay đổi những mâu thuẫn với phương Tây... Mỗi người Nga là một Putin". Ở phía Đông (châu Âu) người ta "đã lừa gạt người dân 70 năm trời và sau đó lấy đi thêm 20 năm nữa". Vấn đề này làm cho ở Nga và Belarus "sinh ra những con người rất hung hăng, rất nguy hiểm cho thế giới".[19]

## Tác phẩm
- Chiến tranh không có một khuôn mặt phụ nữ (У войны не женское лицо), Minsk: Mastatskaya litaratura, 1985.
- Zinky Boys - Những cậu bé kẽm (Цинковые мальчики), Moskva: Molodaya Gvardiya, 1991.
- Зачарованные смертью (Bùa mê với cái chết), Moskva: Slovo, 1994. ISBN 5-85050-357-9
- Lời nguyện cầu từ Chernobyl (Чернобыльская молитва), Moskva: Ostozhye, 1997. ISBN 5-86095-088-8
- Những nhân chứng cuối cùng (Последние свидетели: сто недетских колыбельных), Moskva, Palmira, 2004, ISBN 5-94957-040-5 (ấn bản lần 1: Moskva: Molodaya Gvardiya, 1985)
- Время секонд хэнд (Một thời quá khứ), Moskva: Vremia, 2013. ISBN 978-5-9691-1129-5

## Các bản dịch tiếng Việt
- Chiến tranh không có một khuôn mặt phụ nữ, Nguyên Ngọc dịch (theo bản tiếng Pháp), NXB Đà Nẵng, 1988.
  - Chiến tranh không có một khuôn mặt phụ nữ, Nguyên Ngọc dịch (theo bản tiếng Pháp), có bổ sung, NXB Hà Nội và Công ty CP Sách Tao Đàn, 2016.
- Lời nguyện cầu từ Chernobyl, Nguyễn Bích Lan dịch (theo bản tiếng Anh), NXB Phụ Nữ 2016.
  - Lời nguyện cầu từ Chernobyl, Phạm Ngọc Thạch và Nguyễn Bích Lan dịch, NXB Phụ Nữ Việt Nam, 2020. (Phạm Ngọc Thạch hiệu đính và cập nhật theo bản tiếng Nga).
- Những nhân chứng cuối cùng , Phan Xuân Loan dịch, NXB Phụ Nữ, 2018. Tái bản lần 1: NXB Phụ Nữ Việt Nam, 2020.
- Zinky Boys - Những cậu bé kẽm, Phan Xuân Loan dịch, NXB Phụ Nữ Việt Nam, 2020.

## Giải thưởng và Vinh dự
Alexievich đã đoạt nhiều giải thưởng quốc tế, trong đó có: 
- 1986 giải Leninsky Komsomol ở Liên Xô [9]
- 1996 Giải Tucholsky[20]
- 1997 Giải Andrei Sinyavsky [21][22]
- 1998 Leipziger Book Prize on European Understanding [20][21]
- 1998 Friedrich-Ebert-Stiftung-Preis [20]
- 1999 Giải Herder
- 2005 National Book Critics Circle Award, Voices from Chernobyl
- 2007 Oxfam Novib/PEN Award [23]
- 2011 Ryszard Kapuściński Award for literary reportage (Polish) [13]
- 2013 Peace Prize of the German Book Trade [24]
- 2013 Giải Médicis essai, La Fin de l'homme rouge ou le temps du désenchantement (Время секонд хэнд)[25]
- 2015 Giải Nobel Văn học[26]

Bà cũng là thành viên Ban cố vấn của Giải Lettre Ulysses.